# Amaxia apyga
Amaxia apyga är en fjärilsart som beskrevs av George Francis Hampson 1901. Amaxia apyga ingår i släktet Amaxia och familjen björnspinnare. Inga underarter finns listade i Catalogue of Life.